# Protanita longiceps
Protanita longiceps är en insektsart som först beskrevs av Bolívar, I. 1904.  Protanita longiceps ingår i släktet Protanita och familjen Pyrgomorphidae. Inga underarter finns listade i Catalogue of Life.